# Agriculture au Pakistan

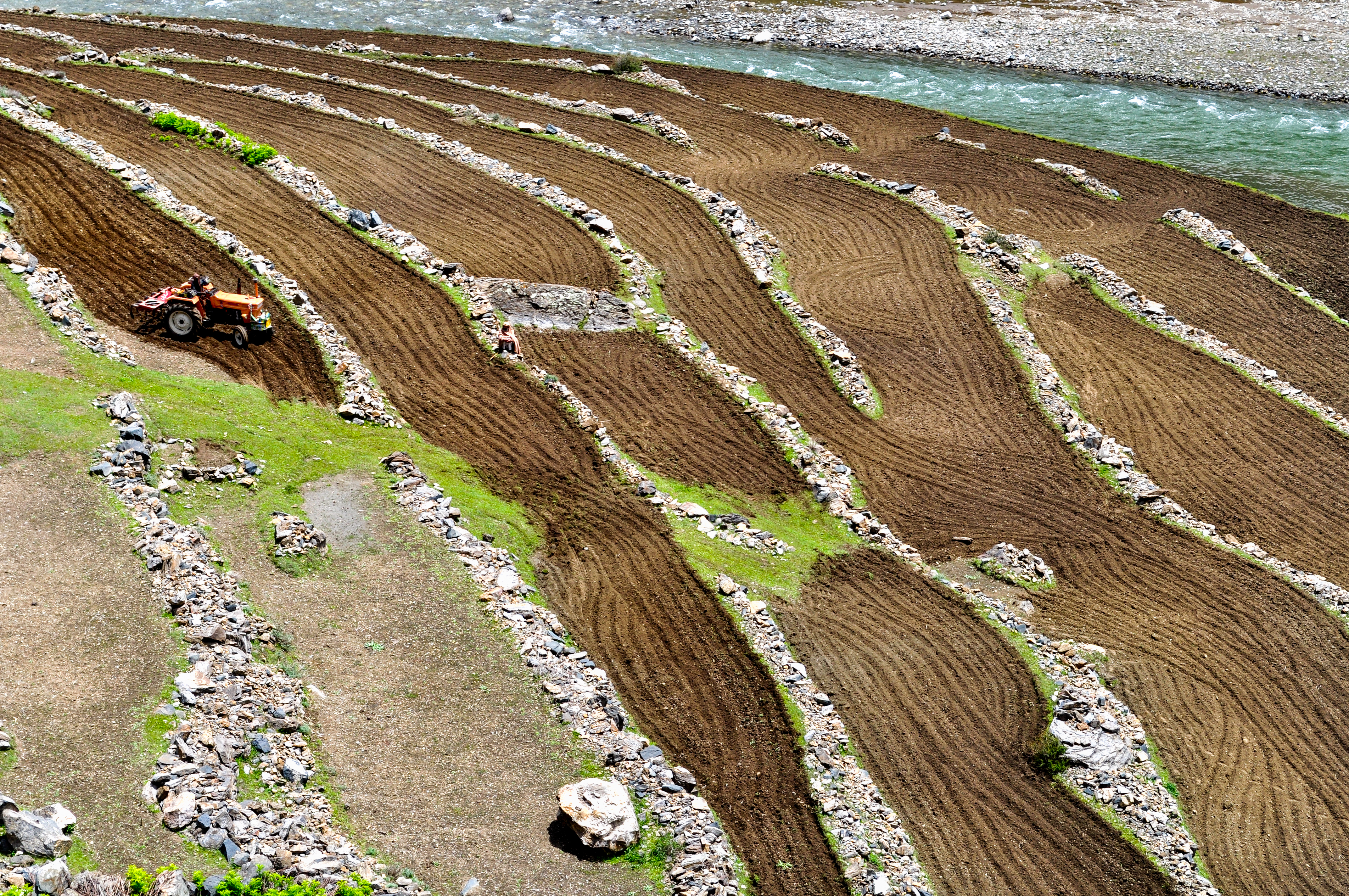
Terres cultivées dans le district de Mansehra.

L'agriculture au Pakistan est un pilier de l'économie nationale, représentant près de 20 % de son PIB et employant environ 40 % de sa main d'œuvre. Le pays figure parmi les dix plus gros producteurs mondiaux de blé, riz, canne à sucre, pois chiche, oignon et coton en plus de fruits comme les mangues et dattes.

## Aperçu

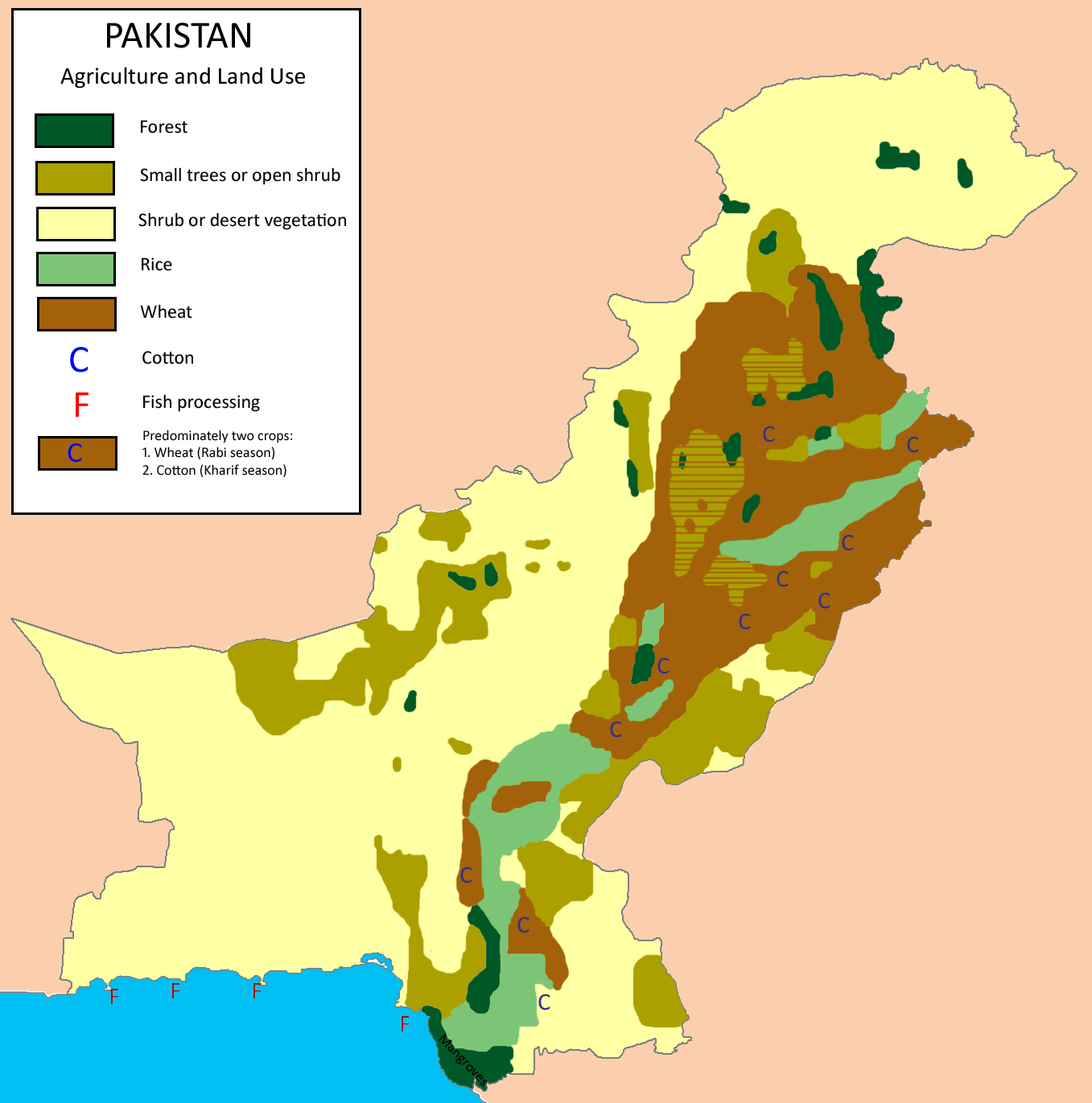
Usages de la terre au Pakistan.

Sur un total de 79,6 millions d'hectares, près de 23,3 millions sont cultivés soit 29 % de la superficie du pays, qui présente des climats variés : aride ou semi-aride dans l'ouest et le sud et de mousson à l'est. On compte par ailleurs 4,6 millions d'hectares de forêt, soit 5,8 % du pays. Le reste est surtout constitué de désert aride difficilement cultivable, à l'instar du vaste Baloutchistan qui couvre 40 % de la surface du pays. Près de 80 % des terres cultivées disposent d'un système d'irrigation et la mousson joue un rôle important. 
L’agriculture est un pilier de l'économie nationale et le principal moyen de subsistance de plus d'un tiers de la population du pays (33 000 000 vers 1950, 230 000 000 vers 2020). Selon le Bureau pakistanais des statistiques, 39 % de la population active travaille dans l'agriculture en 2018, avec un fort déséquilibre de genres : 30,2 % des hommes actifs contre 67,2 % des femmes engagées sur le marché du travail. Le secteur représente 18,5 % à 22 % de son produit intérieur brut, en prenant en compte les terres cultivées, la pêche, l'élevage et l'exploitation de la forêt. Les cultures représentent 7 % du PIB (dont 4,9 % pour les seuls riz, blé, sucre, et coton), l'élevage 11 % de l'économie et la pêche 0,4 %

## Proto-histoire
- Le jujubier commun est cultivé en Asie du Sud depuis -9000.
- Mehrgarh I : vers -7000, première agriculture dans cette aire, développée par des peuples semi-nomades exploitant le blé et l'orge et des animaux tels que le mouton, la chèvre et les bovins.
- Agriculture de la Civilisation de l'Indus, avec irrigation, vers -4500.

## Production

### Céréales

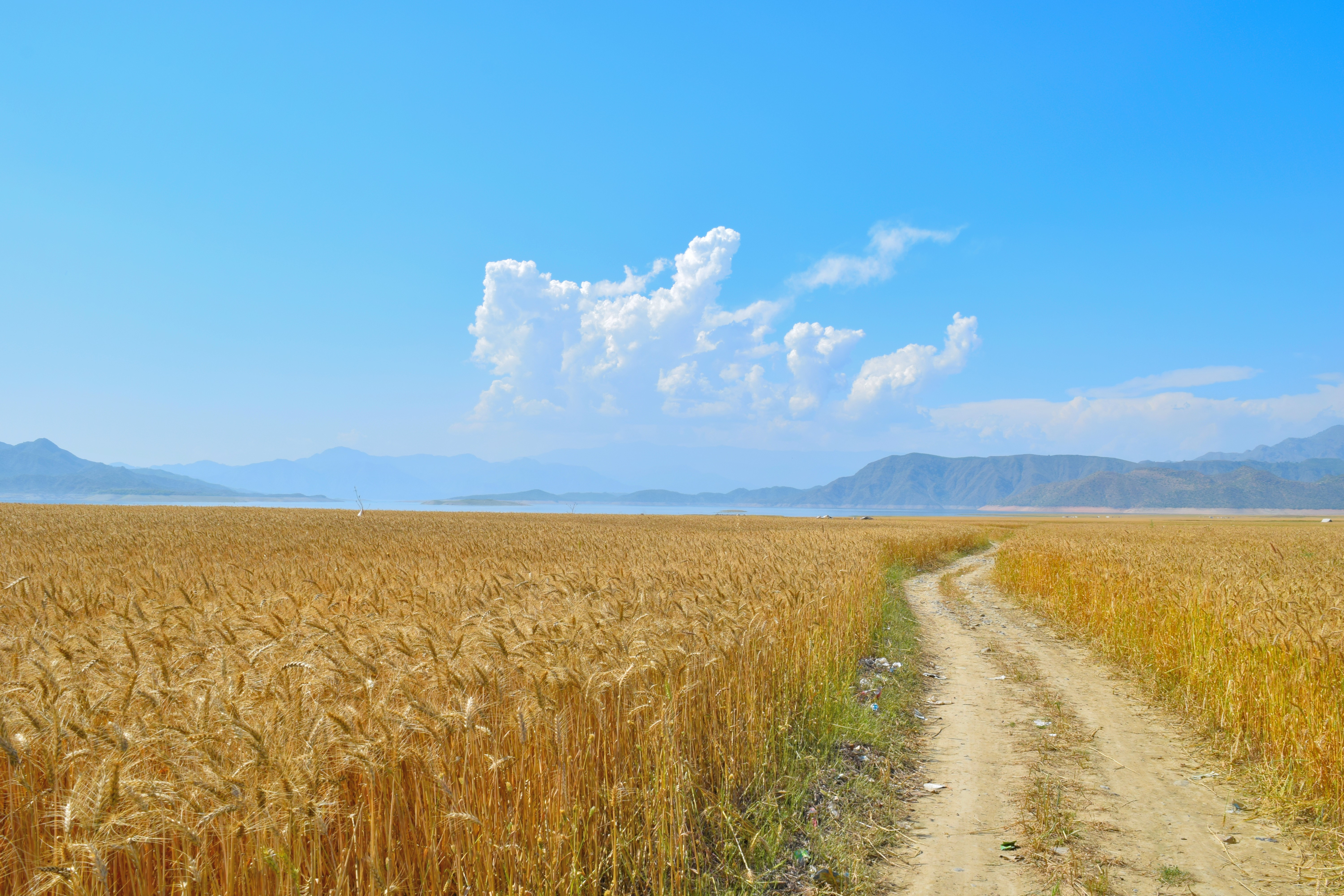
Champs de blé dans le district d'Haripur.

Le blé est le produit roi de l'agriculture, occupant presque 40 % des surfaces cultivées, utilisé par 80 % des fermiers et concentrant 14 % de la valeur agricole totale. La production suit une tendance haussière même si les objectifs fixés[Quand ?] par le gouvernement de 27 millions de tonnes ont été manqués. Près de 60 % de la quantité produite est vendue sur le marché intérieur tandis que les autorités en rachètent 25 à 30 % pour soutenir les prix,. Les exportations de cette céréale ont décliné face à l'accroissement de la demande interne, et une forte hausse du prix de la farine a conduit le gouvernement à bannir son exportation en 2019, seule la paille continuant à être vendue à l'étranger.
En revanche, près d'un tiers de sa production de riz est exportée, soit quatre millions de tonnes pour une valeur de deux milliards de dollars. Le riz basmati représente 13 % de la quantité exportée mais 29 % de la valeur, principalement vers l'Europe et les pays du Golfe.
Le Pakistan produit en 2019, selon la FAO :
|           | Production (tonnes) | Surface (hectares) | Rendement (hg/ha) | Rang mondial |
| --------- | ------------------- | ------------------ | ----------------- | ------------ |
| Blé       | 24 348 983          | 8 677 730          | 28 059            | 8e           |
| Riz       | 11 115 428          | 3 033 965          | 36 637            | 9e           |
| Maïs      | 7 236 313           | 1 413 246          | 51 203            |              |
| Millet    | 384 378             | 522 187            | 7 361             |              |
| Colza     | 342 650             | 264 198            | 12 969            |              |
| Tournesol | 132 732             | 103 582            | 12 814            |              |
| Sorgo     | 120 531             | 199 026            | 6 056             |              |
| Orge      | 54 685              | 56 483             | 9 682             |              |

### Fruits et légumes

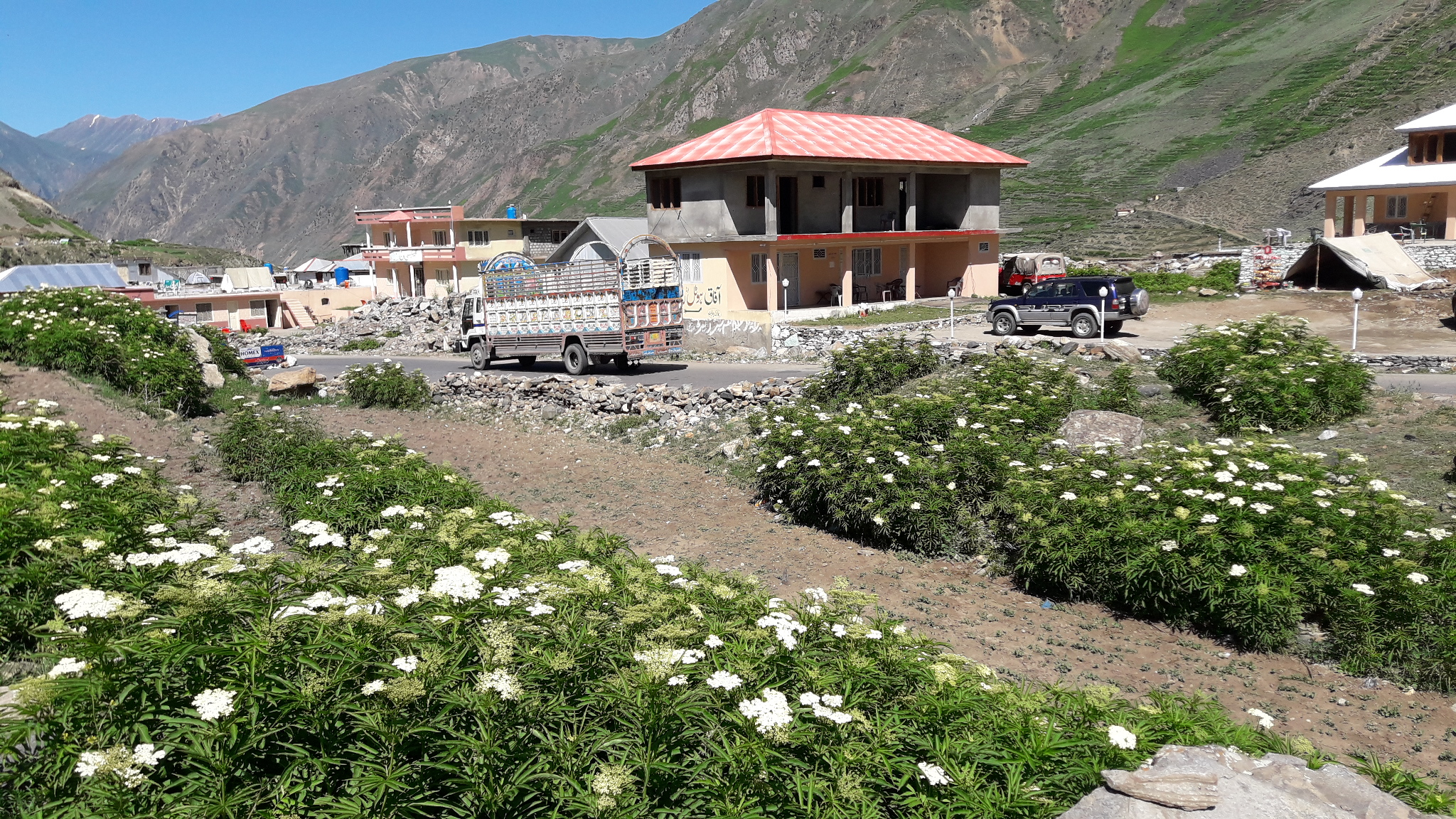
Patates cultivées dans le district de Mansehra.

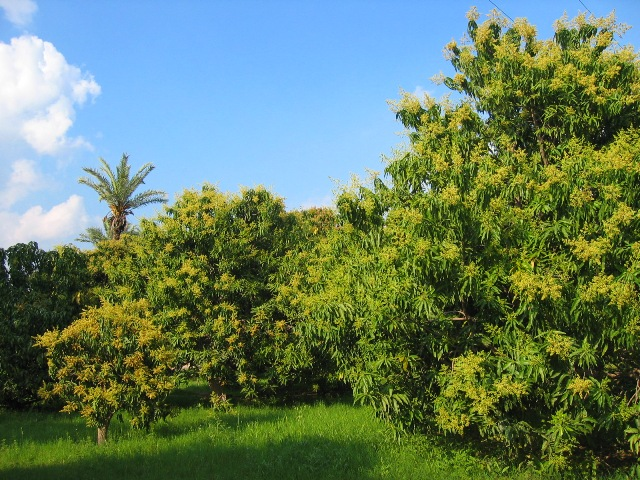
Manguiers près de Multan.

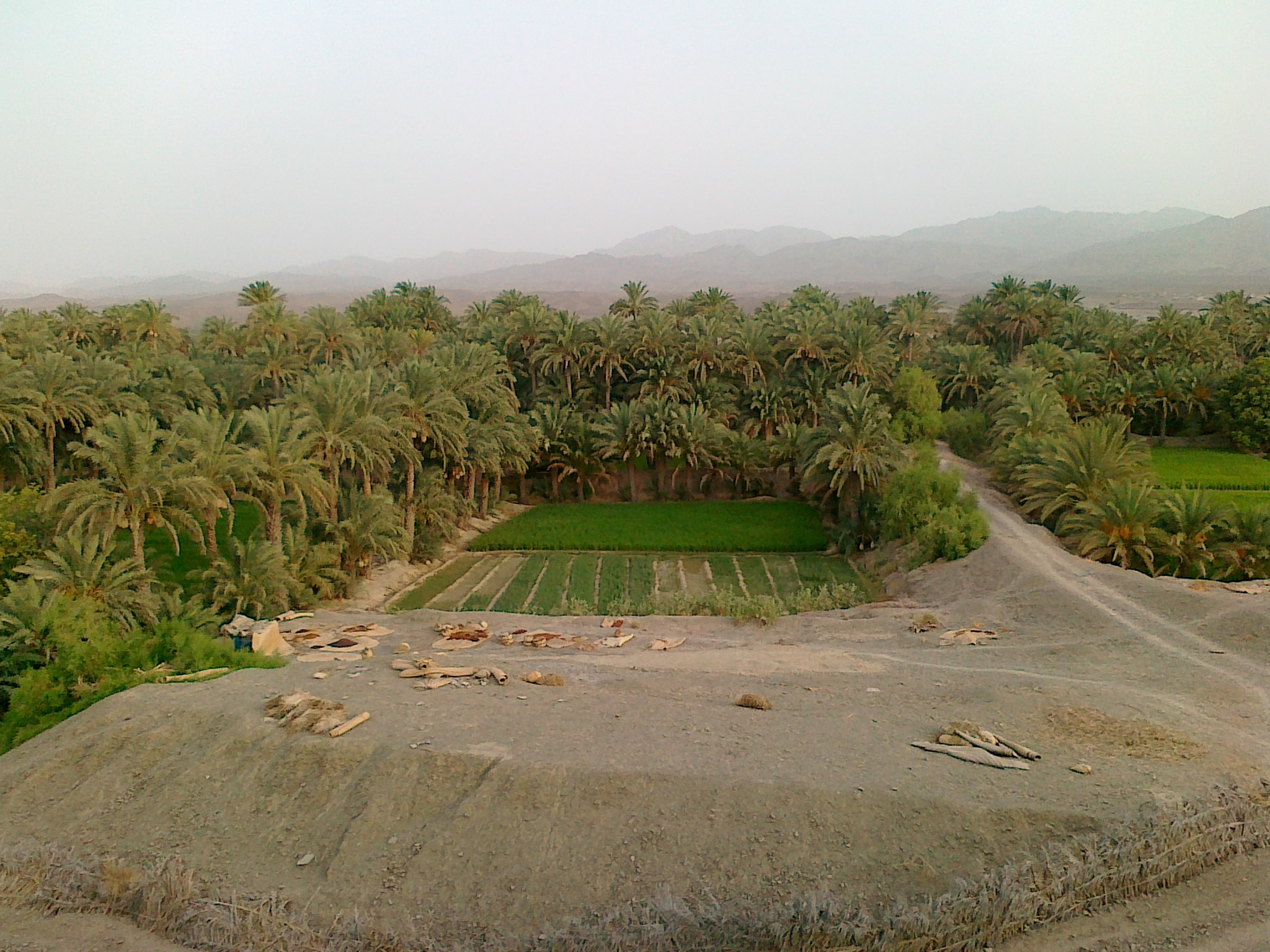
Dattiers dans le district de Kech, au Baloutchistan.

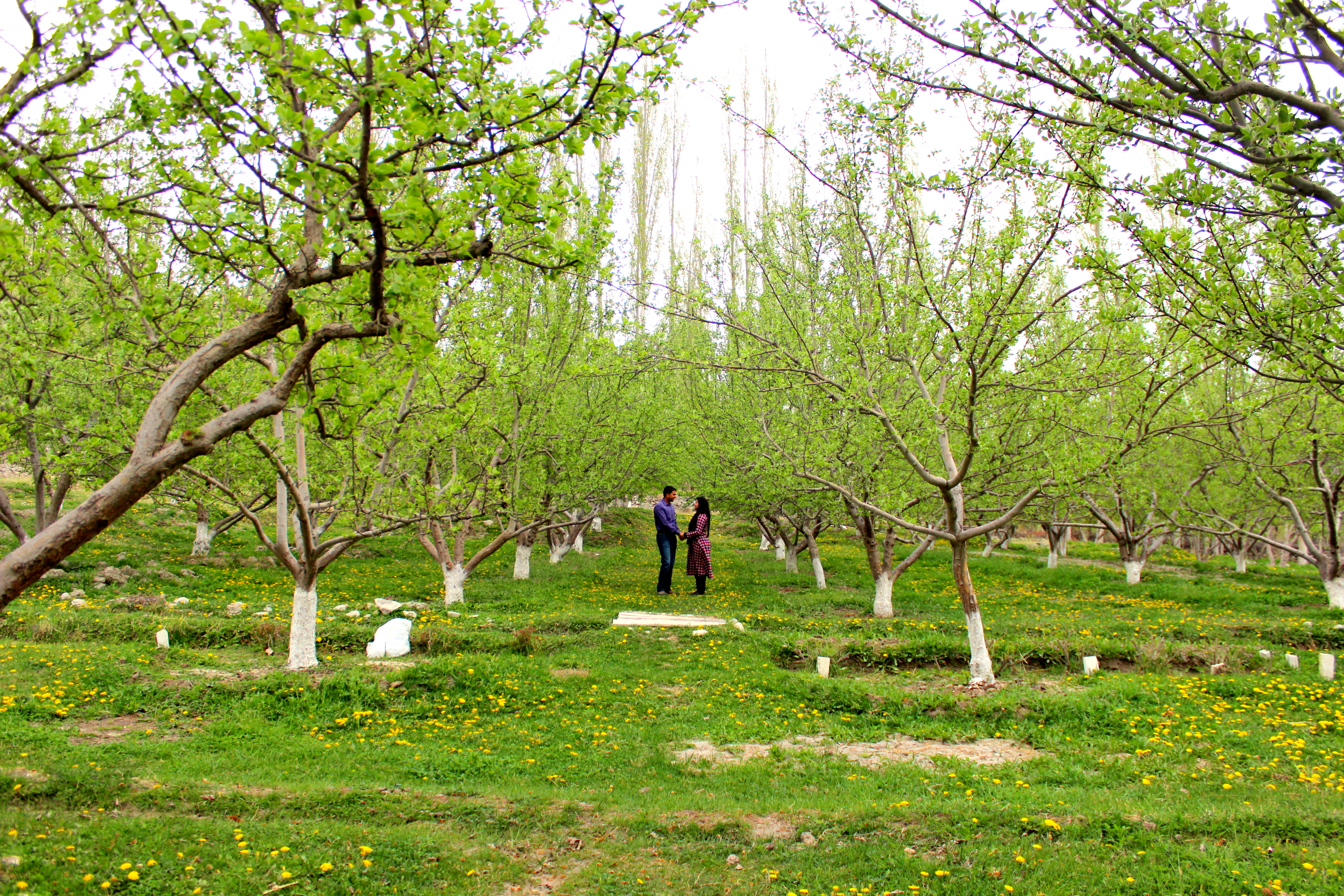
Vergers de pommiers, abricotiers et pruniers dans le Gilgit-Baltistan.

Le pays produit une grande variété de fruits et légumes généralement destinés à une consommation locale. La pomme de terre, essentiellement cultivée dans le nord, domine le secteur avec une production multipliée par cinq depuis 1990. Présentant les meilleurs rendements, sa production a été favorisée pour faire face à la malnutrition et au réchauffement climatique. Son développement a néanmoins été enrayé par une chute des prix ainsi que des problèmes de mildiou et de stockage,. 
Le pays est également un producteur majeur de mangues et d'oignons, dont il a exporté plus de 10 % de sa production en 2020,.
Le Pakistan produit en 2019, selon la FAO :
|                         | Production (tonnes) | Surface (hectares) | Rendement (hg/ha) | Rang mondial |
| ----------------------- | ------------------- | ------------------ | ----------------- | ------------ |
| Pomme de terre          | 4 869 312           | 195 654            | 248 874           |              |
| Mangue et goyave        | 2 270 229           | 214 800            | 105 690           | 5e           |
| Oignon                  | 2 079 593           | 148 272            | 140 255           | 6e           |
| Orange                  | 1 615 198           | 136 435            | 118 386           |              |
| Clémentine et mandarine | 596 467             | 51 468             | 115 891           |              |
| Pastèque                | 565 282             | 37 714             | 149 887           |              |
| Tomate                  | 561 293             | 55 258             | 101 577           |              |
| Carotte et navet        | 504 425             | 29 187             | 172 825           |              |
| Pomme                   | 499 490             | 73 995             | 67 503            |              |
| Datte                   | 483 071             | 104 836            | 46 079            | 6e           |
| Pois chiche             | 446 584             | 943 058            | 4 735             | 5e           |
| Courge                  | 267 563             | 26 515             | 100 910           |              |
| Chou-fleur et brocoli   | 212 364             | 168 945            | 12 570            |              |
| Pois (frais)            | 171 511             | 25 204             | 68 049            |              |
| Haricot sec             | 139 150             | 200 636            | 6 935             |              |
| Banane                  | 135 660             | 29 735             | 45 623            |              |
| Gombo                   | 124 779             | 16 239             | 76 839            |              |
| Épinard                 | 111 215             | 8 999              | 123 586           |              |
| Abricot                 | 104 743             | 19 372             | 54 069            |              |
| Piment                  | 101 659             | 47 349             | 21 470            |              |
| Pêche                   | 95 731              | 16 185             | 59 148            |              |
| Arachide                | 94 547              | 102 909            | 9 187             |              |
| Aubergine               | 89 724              | 8 566              | 104 744           |              |
| Choux                   | 78 546              | 4 854              | 161 817           |              |
| Citron                  | 77 597              | 13 569             | 57 187            |              |
| Concombre et cornichon  | 77 573              | 3 577              | 216 866           |              |
| Ail                     | 75 342              | 8 109              | 92 912            |              |
| Raisin                  | 67 953              | 16 311             | 41 661            |              |
| Prune                   | 48 496              | 6 332              | 76 589            |              |
| Pois (sec)              | 26 640              | 39 678             | 6 714             |              |
| Amandes                 | 19 994              | 9 602              | 20 823            |              |
| Poire                   | 15 078              | 1 698              | 88 799            |              |

### Autres cultures

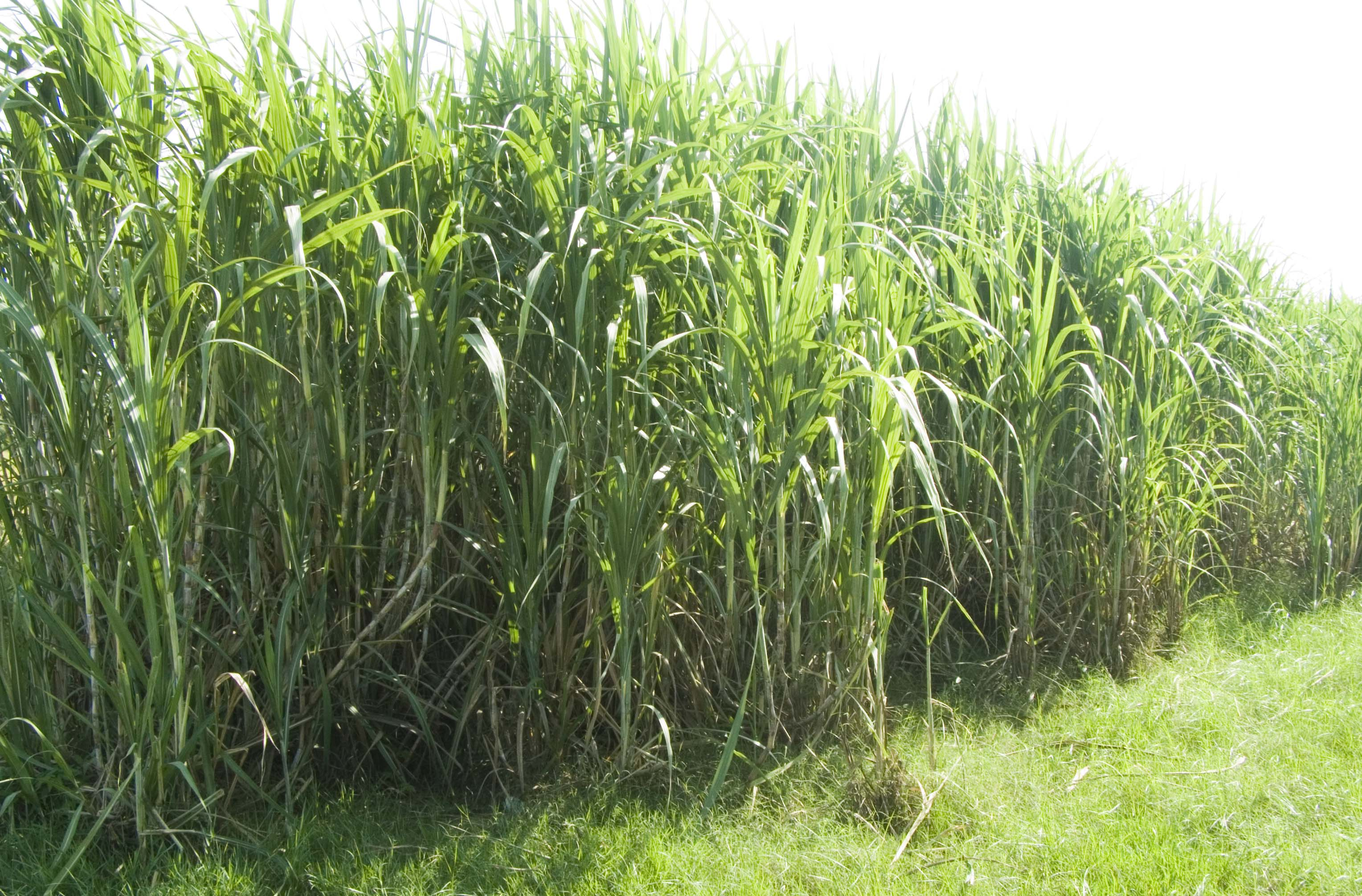
Champs de cannes à sucre dans le district de Tando Muhammad Khan, province du Sind.

Le pays a produit 4,5 millions de tonnes de coton en 2019 selon la FAO.
|                    | Production (tonnes) | Surface (hectares) | Rendement (hg/ha) | Rang mondial |
| ------------------ | ------------------- | ------------------ | ----------------- | ------------ |
| Canne à sucre      | 66 880 011          | 1 039 777          | 643 215           | 5e           |
| Coton              | 4 494 645           | 2 526 999          | 17 786            | 5e           |
| Tabac              | 104 355             | 44 877             | 23 254            |              |
| Épices             | 76 082              | 16 653             | 45 687            |              |
| Betterave sucrière | 38 620              | 1 014              | 380 868           |              |

### Élevage et pêche

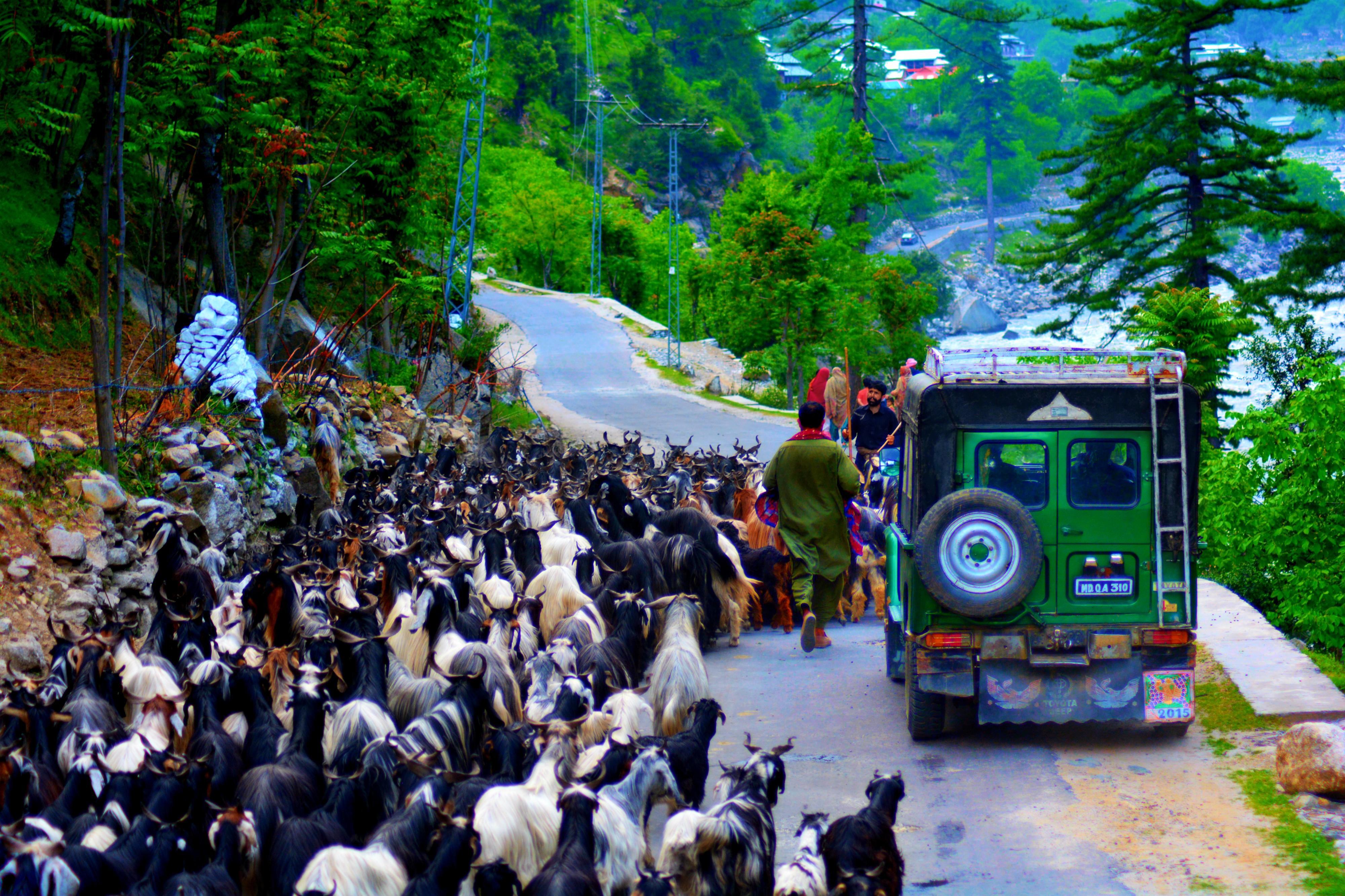
Troupeau de chèvres à Neelum, dans l'Azad Cachemire.

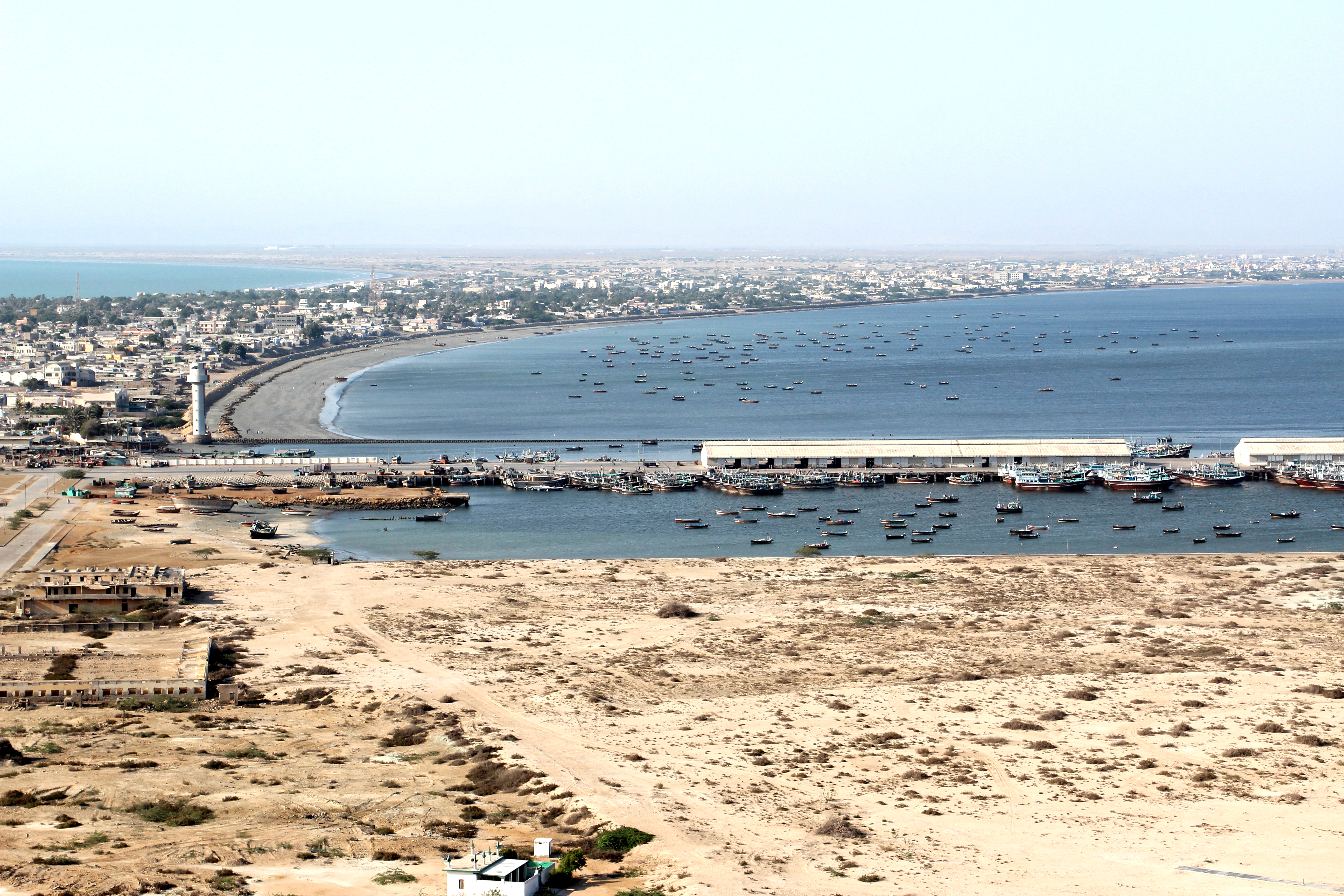
Le port de pêche de Gwadar.

L'élevage représente à lui seul près de 11 % de l'économie du pays et 60 % du PIB généré au sein du secteur agricole. La pêche et l'élevage sont les secteurs avec la plus forte croissance. Selon le recensement effectué en 2006 par le Bureau pakistanais de statistiques, le Pendjab concentre à lui seul la moitié des bovins et les deux-tiers des buffles, mais le Khyber Pakhtunkhwa compte le plus de volailles tandis que le Baloutchistan rassemble la moitié des moutons. La projection du Federal Board of Revenue de 2020 montre une forte hausse du cheptel.
|           | Population en 2006 (recensée, en millions) | Population en 2020 (estimée, en millions) | Évolution |
| --------- | ------------------------------------------ | ----------------------------------------- | --------- |
| Volaille  | 73,6                                       | 89,4                                      | 21 %      |
| Chèvre    | 53,8                                       | 78,2                                      | 45 %      |
| Bovin     | 29,6                                       | 49,6                                      | 68 %      |
| Buffle    | 27,3                                       | 41,2                                      | 51 %      |
| Mouton    | 26,5                                       | 31,2                                      | 47 %      |
| Ânes      | 4,3                                        | 5,5                                       | 28 %      |
| Camélidés | 0,9                                        | 1,1                                       | 22 %      |

La pêche et l'aquaculture restent assez peu développées dans le pays, représentant seulement 0,4 % du PIB malgré plus de mille kilomètres de côtes. En 2016, le Pakistan a produit 669 586 tonnes de poissons, dont 23 % sont issus de l'aquaculture et le reste de la pêche,. Karachi dans le Sind ainsi que Gwadar, Pasni et Gadani sur la côte baloutche figurent parmi les principaux ports de pêche. En 2020, le pays a exporté 21 % de sa production pour une valeur de 317 millions de dollars.

## Enjeux

### Propriété de la terre

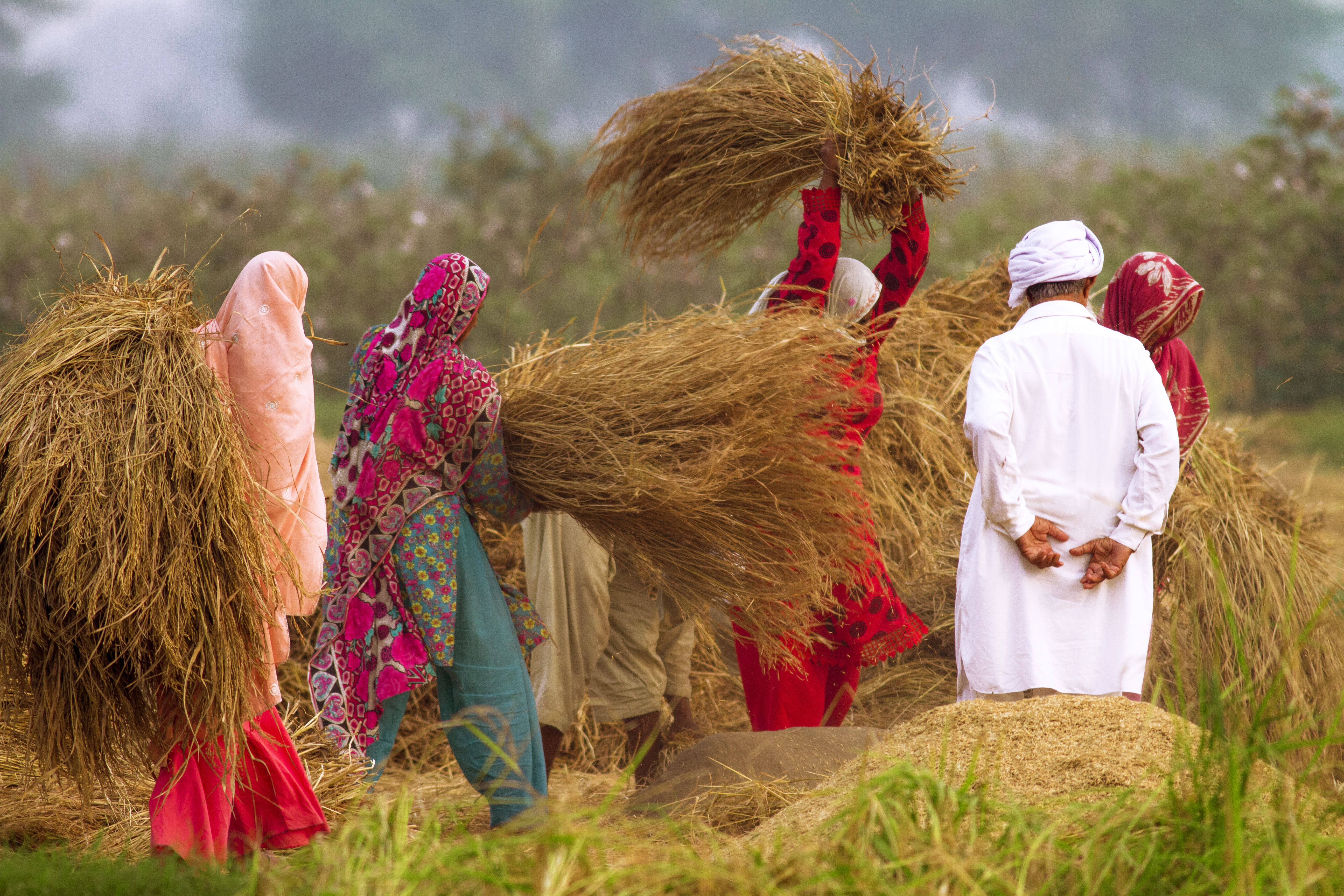
Récolte du riz.

L’agriculture du pays est marquée par une forte domination de grands propriétaires terriens issus d'une aristocratie féodale, héritage des monarchies ayant contrôlé la région au fil des siècles. Ces propriétaires possèdent souvent de vastes terres et engagent des personnes pour les gérer ainsi que des ouvriers agricoles, souvent précaires et mal payés. En 2013, près de 51 % des ruraux du pays ne possèdent aucune terre et 5 % possèdent les deux-tiers des terres cultivées dans le pays. 
L'adoption de lois de redistribution de terres, entre 1959 et 1977 sous Ayub Khan et Ali Bhutto, ont conduit à la naissance d'une nouvelle classe de petits et moyens propriétaires agricoles. Cependant, cette politique a eu des effets limités et n'a pas remis en cause la domination des grands propriétaires. Ces derniers ont souvent contourné la loi en partageant leurs terres dans le cercle familial, alors qu'ils sont souvent bien placés au sein de la classe politique. Les régimes militaires ont également conduit à l'appropriation de terres agricoles par des généraux. Enfin, des investisseurs étrangers ont acheté de larges terres, à l'instar des Émirats arabes unis qui possèdent presque 1,4 % des surfaces cultivées.

### Autosuffisance alimentaire

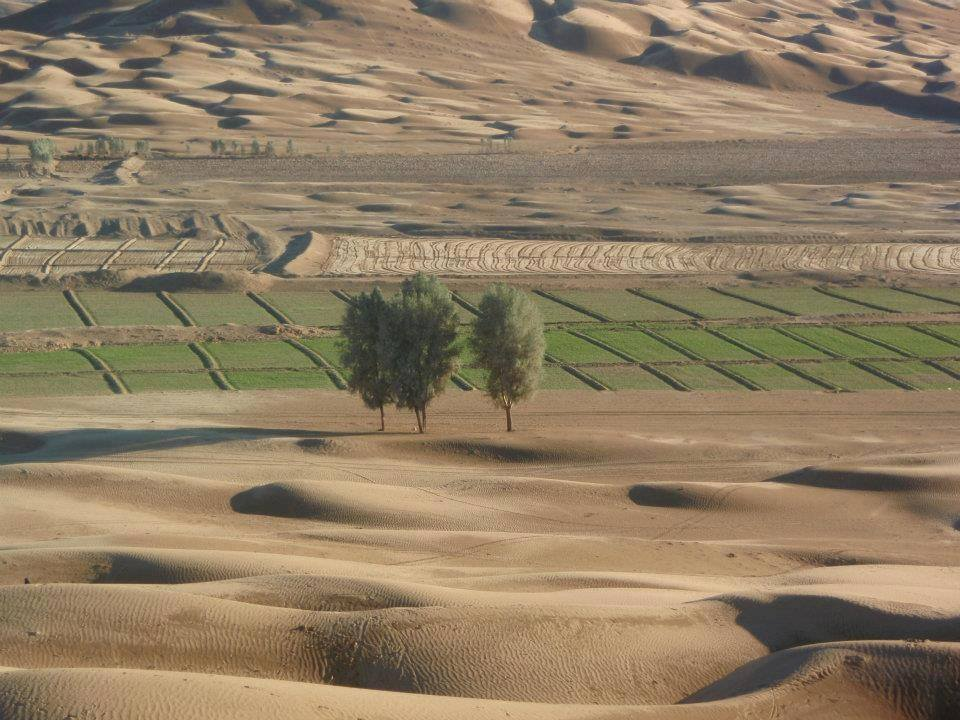
Cultures au milieu du désert, district de Nushki, dans le Baloutchistan.

Malgré une autosuffisance alimentaire théorique, le pays souffre pourtant de malnutrition alors qu'il exporte une importante partie de sa production, environ un tiers pour son riz, à l'instar de son réputé riz basmati. Près de 20,3 % de la population souffre de malnutrition en 2019, soit 40 millions de personnes et près de 40 % des enfants de moins de cinq ans présentent des retards de croissance. Le pays importe également une partie de ses besoins, puisque 11 % de ses importations sont alimentaires. Il s'agit surtout d'huile de soja et d'huile de palme, utilisées dans l'industrie alimentaire et l'élevage, ainsi que des légumineuses et du thé,. 
L'autosuffisance alimentaire du pays représente un enjeu crucial dans un contexte de hausse démographique et de réchauffement climatique. Peuplé de quelque 210 millions d'habitants en 2017, la population du pays devrait doubler avant la fin du siècle, ce qui implique une hausse constante de la production agricole. Cette dernière devrait pourtant être affectée par le réchauffement climatique, qui devrait entrainer des sécheresses plus dures, une mousson irrégulière et un manque d'eau pour l'irrigation. La production de riz, blé et maïs devrait être affectée, particulièrement dans les zones non irriguées, avec jusqu'à 40 % de baisse selon un rapport gouvernemental. Pour contrer ces effets, les autorités misent sur une politique de reforestation ainsi qu'une réforme de son modèle d'irrigation et des projets internationaux menés avec la FAO.